# Solanum albornozii
Espèce
Statut de conservation UICN

 EN B1ab(iii) : En danger
Solanum albornozii  est une espèce de plantes à fleurs de la famille des Solanaceae, endémique de l'Équateur. C'est une plante herbacée tubéreuse apparentée à la pomme de terre cultivée, mais contrairement à celle-ci, elle est diploïde (2n = 2x = 24).
En raison des risques pesant sur son habitat naturel, cette espèce a été classée dans la liste rouge des espèces menacées de l'UICN (Union internationale pour la conservation de la nature).